# Medal „Za zdobycie Wiednia”
Medal „Za zdobycie Wiednia” (ros. Медаль «За взятие Вены») – radzieckie odznaczenie wojskowe.
Medal „Za zdobycie Wiednia” został ustanowiony dekretem Prezydium Rady Najwyższej ZSRR z 9 czerwca 1945 roku dla nagrodzenia wszystkich bezpośrednich uczestników szturmu i zdobycia Wiednia podczas II wojny światowej. 31 sierpnia 1945 roku zatwierdzono zarządzenie o zasadach jego nadawania.

## Zasady nadawania
Zgodnie z regulaminem medal mogli otrzymać:
- żołnierze jednostek, związków taktycznych i instytucji Armii Czerwonej, Floty Czerwonej, wojsk NKWD i NKGB bezpośrednio uczestniczący w szturmie i zdobyciu Wiednia w okresie od 16 marca do 13 kwietnia 1945 roku,
- organizatorzy i dowódcy operacji wiedeńskiej

Do 1995 roku Medalem „Za zdobycie Wiednia” nagrodzono ok. 277 380 osób.
Postanowieniem Rady Najwyższej z 5 lutego 1951 zezwolono na zatrzymywanie medalu przez rodzinę w razie śmierci odznaczonego, zamiast zwracać państwu. 

## Opis odznaki
Odznaką Medalu „Za zdobycie Wiednia” jest wykonany z mosiądzu krążek o średnicy 32 mm. Na awersie medalu znajduje się napis w trzech wierszach: ЗА / ВЗЯТИЕ / ВЕНЫ (pol. „ZA ZDOBYCIE WIEDNIA”). Nad napisem umieszczona jest mała pięcioramienna gwiazda, a pod nim – gałązka laurowa. Na rewersie jest data zdobycia Wiednia w trzech wersach: 13 / АПРЕЛЯ / 1945 („13 kwietnia 1945 roku”), a powyżej pięcioramienna gwiazda. Wszystkie elementy są wypukłe.
Medal zawieszony jest na metalowej pięciokątnej blaszce obciągniętej wstążką koloru niebieskiego szerokości 24 mm z granatowym paskiem szerokości 8 mm pośrodku.
Medal nosi się na lewej piersi w kolejności po Medalu „Za zdobycie Królewca”.